# حكاية حب (فلم)
حكاية حب (بالإنجليزية: Love Story)، فيلم سينمائى رومانسي مصرى أبيض وأسود، إنتاج 1959، إخراج: حلمي حليم، تأليف: علي الزرقاني، تمثيَل :عبد الحليم حافظ، مريم فخر الدين، عبد السلام النابلسي، محمود المليجي.

## ملخص الفيلم
أحمد سامي (عبد الحليم حافظ) مدرس موسيقي بإحدى المدارس الصغيرة يتكفل بإمه الكفيفة (فردوس محمد) وأخيه الصغير سمير (أحمد يحيى)، وله صديق رفعت السناكحلي (عبد السلام النابلسي) يؤمن بأنه موهوب كمطرب ويحاول أن يوجهه تجاه الفن، ومن خلال برنامج إذاعي يدعى أحمد إلى إحدى الحفلات للغناء إذا لم يسمع له أحد من قبل ويلتقى هناك بفتاه رقيقة تدعى ناديه (مريم فخر الدين) ويقع في حبها ولكن يخفي شعوره حتى لا تعلم بدلك وتدور الأيام ويتحول إلى مطرب كبير مشهور ولكن يصاب بمرض خطير جدا بالقلب ويبتعد عن الفتاة كي لا يجرحها ثم يجري عملية جراحية وتنجح ويعود إلى ناديه.

## فريق العمل
- إخراج: حلمي حليم
- تأليف:علي الزرقاني
- تمثيل:
  - عبد الحليم حافظ
  - مريم فخر الدين
  - عبد السلام النابلسي
  - محمود المليجي
  - فردوس محمد
  - أحمد يحيى
  - إبراهيم خان

## أغانى الفيلم
جميع أغاني الفيلم الأربعة من تأليف مرسي جميل عزيز، وهناك أغنية خامسة من تأليفه وتلحين محمد الموجي حُذفت من الفيلم، وهي أغنية اسبقني يا قلبي، ويبدو أن هذا الحذف جاء في اللحظة الأخيرة، إذا تظهر هذه الأغنية مع ذكر مؤلفها، وملحنها في عناوين الفيلم!
| الأغنية              | الملحن      | المؤلف         |
| -------------------- | ----------- | -------------- |
| بتلوموني ليه         | كمال الطويل | مرسي جميل عزيز |
| في يوم في شهر في سنة | كمال الطويل | مرسي جميل عزيز |
| حبك نار              | محمد الموجي | مرسي جميل عزيز |
| بحلم بيك             | منير مراد   | مرسي جميل عزيز |

## وصلات خارجية
- مقالات تستعمل روابط فنية بلا صلة مع ويكي بيانات